# Dakota (Illinois)
Dakota est une petite ville du comté de Stephenson, dans l'Illinois, aux États-Unis. Fondée en 1857, lorsque le chemin de fer arrive dans la région, elle est incorporée le 11 mars 1869. Lors du recensement de 2010, la ville comptait une population de 506 habitants.

## Source de la traduction
- (en) Cet article est partiellement ou en totalité issu de l’article de Wikipédia en anglais intitulé « Dakota, Illinois » (voir la liste des auteurs).